# Jeux télévisés en France
Depuis les années 1950, la télévision française diffuse de nombreux jeux télévisés qui sont soit des créations originales soit des adaptations de jeux étrangers. Ces programmes sont diffusés à des heures de grande écoute, sur les chaîne historiques TF1, France 2, France 3 et M6.

## Jeux encore diffusés[1]

### 10 h-13 h
- Les Douze Coups de midi - 2010 - TF1 - Jean-Luc Reichmann - Adaptation de El Legado
- Chacun son tour - 2021 - France 2 - Bruno Guillon
- Tout le monde veut prendre sa place - 2006 - France 2 - Nagui puis Laurence Boccolini puis Jarry puis Cyril Féraud

### 13 h-18 h
- Duels en familles - 2022 - France 3 - Cyril Féraud
- Slam - 2009 - France 2 puis France 3 - Thierry Beccaro puis Cyril Féraud puis Théo Curin

### 18 h-21 h
- Questions pour un champion - 1988 - France 3 (anciennement FR3) - Julien Lepers puis Samuel Etienne - Adaptation de Going for Gold
- Tout le monde a son mot à dire - 2017 - France 2 - Sidonie Bonnec et Olivier Minne - Adaptation de Alphabetical, précédemment connu sous le nom d'En toutes lettres
- N'oubliez pas les paroles ! - 2007 - France 2 - Nagui (Patrick Sabatier durant l'été 2008) - Adaptation de Don't forget the lyrics
- Le Juste Prix - 1987-2001, puis 2009-2015 et depuis 2024 - TF1 puis M6 - Max Meynier Eric Galliano Max Meynier Patrick Roy Philippe Risoli, Vincent Lagaf' puis Éric Antoine - Adaptation du jeu The Price Is Right
- La Roue de la fortune - 1987-1997, puis 2006-2012 et depuis 2025 - TF1 puis M6- Michel Robbe Christian Morin Alexandre Debanne Olivier Chiabodo Christophe Dechavanne, Benjamin Castaldi puis Éric Antoine- Adaptation de Wheel of Fortune

### Prime time
- Qui veut gagner des millions ? - 2000-2016, 2019-2020 puis depuis 2024 - TF1 - Jean-Pierre Foucault puis Camille Combal puis Arthur - Adaptation de Who Wants to Be a Millionaire?
- Le Grand Concours - depuis 2002 - TF1 - Carole Rousseau puis Laurence Boccolini puis Alessandra Sublet puis Arthur
- Ninja Warrior : Le Parcours des héros - depuis 2016 - TF1 - Christophe Beaugrand, Sandrine Quétier (saison 1 & 2) et Denis Brogniart, Iris Mittenaere
- Mask Singer - depuis 2019 - TF1 - Camille Combal
- Fort Boyard - depuis 1990 - France 2 (anciennement Antenne 2) (rediffusion sur Gulli puis France 4) - Patrice Laffont, Sophie Davant (saison 1 et 2) Jean-Pierre Castaldi puis Olivier Minne
- La Carte aux trésors - 1996-2009 - France 3 - Sylvain Augier ; 2018 - France 3 - Cyril Féraud
- 100% Logique - depuis 2022 - France 2 - Cyril Féraud
- Le Quiz des Champions - depuis 2021 - France 2 - Cyril Féraud
- Le Club des invincibles - depuis 2021 - France 2 - Nagui puis Olivier Minne puis Nagui
- Que le meilleur gagne - 1991-1995, 2012 puis depuis 2024- La cinq puis France 2 (anciennement Antenne 2) puis M6 Nagui Laurent Petitguillaume puis Philippe Lellouche et Anne-Sophie Girard

## Jeux anciennement diffusés entre 1995 et 2020

### 11 h-13 h
- Tournez manège ! - 1985-1993 - TF1
- Millionnaire - 1991-1999 2002-2009 - TF1 France 3 France 2 France 3 puis Direct 8 - Philippe Risoli Sylvain Mirouf Marie-Ange Nardi Tex puis Bruno Roblès
- Allo quiz - 2001-2004 - TF1
- Attention à la marche ! - 2001-2010 - TF1 - Jean-Luc Reichmann - Des spéciales en prime time
- La Gym des neurones - 2000 - France 2 - Bruno Guévenoux
- Pyramide - 1991-2003 2014-2015 - France 2 (anciennement Antenne 2) - Patrice Laffont Marie-Ange Nardi Patrice Laffont puis Olivier Minne - Adaptation de Pyramid
- Le Juste Euro - 2001-2002 - France 2 - Patrice Laffont
- 30 000 euro chrono - 2003 - France 2 - Thierry Baumann
- La Cible - 2003-2007 - France 2 - Olivier Minne puis Marie-Ange Nardi  (Le Cercle au Québec)
- La Roue de la fortune - 1987-1997 2006-2012 - TF1 - Michel Robbe Christian Morin Alexandre Debanne Olivier Chiabodo Christophe Dechavanne puis Benjamin Castaldi - Adaptation de Wheel of Fortune
- Motus - 1990-2019 - France 2 (anciennement Antenne 2) - Thierry Beccaro - Adaptation du jeu Lingo
- Les Z'amours  - 1995-2021 - France 2 - Jean-Luc Reichmann Patrice Laffont Tex puis Bruno Guillon - Adaptation du jeu The Newlywed Game
- Mot de passe - 2009-2016 puis 2020-2021 - France 2 - Patrick Sabatier puis Laurence Boccolini - Adaptation de Million Dollar Password
- Réveillez vos méninges - 2010-2011 - France 2 - Thierry Beccaro
- Un mot peut en cacher un autre  2015-2016 puis 2020-2021 France 2 Damien Thévenot puis Laurence Boccolini

### 13 h-18 h
- Quelle galère ! - 1995 - TF1 - Laurent Petitguillaume
- Les Cinglés de la télé - 1999 - France 2 - Gérard Holtz
- Tout vu tout lu  - 2003-2006 - France 2 - Stéphane Thébaut puis Marie-Ange Nardi
- Carbone 14 - 2006 - France 2 - Ness
- Les Mondes fantastiques - 1992-1995 - France 3 - Olivier Minne
- Tous en musique - 1995-1996 - France 3 - Marc Toesca
- Presse-citron - 1995 - France 3 - Florence Klein
- Le Kadox - 1998-2000 - France 3 - Alexandre Debanne - Adaptation de L'Académie des neuf
- Mission Pirattak (dans Les Minikeums) - 1999-2000 - France 3 - Olivier Minne
- Télé la question - 2005 - France 3
- Un contre tous - 2005 - France 3 - Vincent Perrot - Adaptation de Septante et un
- Drôle de couple - 2006 - France 3 - Alain Bouzigues
- La Liste gagnante - 2009 - France 3 - Patrice Laffont - Adaptation de The Rich List
- 100 % Question - 1998-2004 - La Cinquième - Pascal Hernandez
- Légal pas légal - 2000 - La Cinquième - Pépita
- Madame, Monsieur, bonsoir, le jeu - 2007 - France 5 - Fred Courtadon et Hervé Chabalier
- Buzz, le jeu musical - 2007 - W9 - Bertrand Amar
- Les Douze Cœurs - 2008-2009 - NRJ 12 - Claire Jaz puis Jean-Pascal Lacoste - Adaptation de Los 12 Corazones
- En toutes lettres - 2009-2011 - France 2 - Julien Courbet - Adaptation de Alphabetical
- Seriez-vous un bon expert ? - 2011-2013 - France 2 - Julien Courbet
- Tac O Tac, gagnant à vie - 2004-2006 - France 3
- Harry - 2012-2018 - France 3 - Sébastien Folin
- Personne n'y avait pensé - 2011 2015-2016 2018-2021 - France 3 - Cyril Féraud - Adaptation de Pointless
- Guess My Age : Saurez-vous deviner mon âge ? - 2016-2017 - C8 - Jean-Luc Lemoine
- Des chiffres et des lettres - 1972-2024 - France 2 (anciennement La Deuxième Chaîne de L'ORTF puis Antenne 2) Puis France 3 -Patrice Laffont Laurent Cabrol Max Meynier puis Laurent Romejko
- Questions pour un super champion - 2006 - France 3 - Julien Lepers puis Samuel Étienne
- Le Grand Slam - 2015 - France 3 - Cyril Féraud puis Théo Curin

### 18 h-20 h 50
- Allume la télé - 1995-1996 - TF1 - Bernard Montiel et Annie Pujol
- Qui est qui ? - 1996-2002 - France 2 - Marie-Ange Nardi
- L'Or à l'appel - 1996-1997 - TF1 - Vincent Lagaf'
- La chanson trésor - 1996 - TF1 - C. Jérôme
- Les Bons Génies - 1996 - France 2 - Patrice Laffont
- Mokshû Patamû - 1997 - TF1 - Vincent Perrot
- Ali Baba - 1997 - TF1 - Arnaud Gidoin
- Tous en jeu - 1997 - TF1 - Nagui
- Le Bigdil - 1998-2004 - TF1 - Vincent Lagaf' - Adaptation de Let's Make a Deal
- Zone rouge - 2003-2005 - TF1 - Jean-Pierre Foucault - Adaptation de The Chair
- Crésus - 2005-2006 - TF1 - Vincent Lagaf' - Adaptation du jeu argentin El llegado
- 1 contre 100 - 2007-2008 - TF1 - Benjamin Castaldi - Adaptation de "1 vs 100"
- Jouez pour 5 fois plus - 2008 - TF1 - Jean-Pierre Foucault
- Dance Floor : Qui sera le plus fort ? - 2008 - TF1 - Laurence Boccolini
- Passe à ton voisin - 1997 - France - Alexandre Pesle
- Et un, et deux, et trois - 1998 - France 2 - Pascal Gigot
- Le Coffre - 2003-2004 - France 2 - Nagui - Adaptation d'un jeu israélien "The Vault"
- Le Brise-cœur - 2004 - France 2 - Sandrine Quétier
- Qui est le bluffeur ? - 2006 - France 2 - Jean-Michel Zecca
- La Part du lion - 2007 - France 2 - Nagui
- Fa Si La Chanter - 1994-2000, 2010 - France 3 - Pascal Brunner puis Cyril Hanouna
- Le Kouij - 1998 - France 3 - Gérard Vives
- Génies en Herbe - 1985-1995 - FR3 France 3
- Défi de famille - 1999 - France 3 - Sylvain Mirouf - Adaptation du jeu japonais Happy Family Plan
- Burger Quiz - 2001-2002 - Canal+ - Alain Chabat - Un prime time en 2002
- C'est quoi ce jeu ? - 2004 - Canal+ - Karl Zéro
- Mission : 1 million - 2000 - M6 - Alexandre Delpérier
- Êtes-vous plus fort qu'un élève de 10 ans ? - 2007 - M6 - Roland Magdane - Adaptation du jeu Are You Smarter Than a 5th Grader? - Des spéciales en prime time
- Culture VIP - 2008 - Direct 8 - Valérie Bénaïm
- Le Mur infernal - 2007 - TMC - Laurence Boccolini - Adaptation de "Hole in the wall"
- In ze boîte - 2007-2017 - Gulli - Joan Faggianelli
- La Toile infernale - 2008-2010 - Canal J - Olivier Ligné
- La Porte ouverte à toutes les fenêtres - 2009 - France 4 - Cyril Hanouna - Adaptation de L'Académie des neuf
- Ça passe ou ça trappe - 2009 - NRJ12 - Jean-Pascal Lacoste
- Chéri(e), fais les valises ! - 2011 - Nagui
- Que le meilleur gagne - 1991-1995 2012 - La cinq puis France 2 (anciennement Antenne 2) Nagui Laurent Petitguillaume Laurence Boccolini puis Nagui - Adaptation du jeu britannique Everybody's Equal
- Volte-face - 2012 - Nagui
- Avec ou sans joker ? - 2013 - France 2 - Bruno Guillon
- Le Cube - 2013 - France 2 - Nagui - Adaptation du jeu britannique The Cube
- Au pied du mur - 2012 2014 - TF1 - Jean-Luc Reichmann - Adaptation de 1 contre 100
- On n'demande qu'à en rire - 2010-2014 - France 2 - Laurent Ruquier Jeremy Michalak (Quotidiennes) et Laurent Ruquier (Primes) puis  Bruno Guillon
- Le 4ème duel - 2008-2013 - France 2 - Tania Young Julien Courbet puis Bruno Guillon
- Money Drop  - 2011-2017 - TF1 - Laurence Boccolini - Adaptation du jeu anglais Million Dollar Money Drop
- Le Maillon faible (jeu télévisé) - 2001-2007 2014-2015 - TF1 puis D8 - Laurence Boccolini puis Julien Courbet - Adaptation du jeu anglais The Weakest Link
- Wish List : La Liste de vos envies - 2015-2016 - TF1 - Christophe Dechavanne - Adaptation de Win Your Wish List
- Joker - 2015-2021 - France 2 - Olivier Minne
- Boom - été 2015 - TF1 - Vincent Lagaf' - Adaptation du jeu israëlien Boom!
- Still standing : qui passera à la trappe ? - été 2016 - D8 - Julien Courbet - Adaptation du jeu israëlien Still Standing
- The Wall : Face au mur - 2017-2018 - TF1 - Christophe Dechavanne - Adaptation de The Wall
- Couple ou pas couple ? - 2017-2018 - C8 - Jean-Luc Lemoine
- C'est déjà Noël - 2018 - TF1 - Jean-Luc Reichmann

### Prime time
- Intervilles - 1962-2009 - RTF (1962-1963), ORTF (1964 / 1970-1971 / 1973), FR3 (1985), TF1 (1986-1999), France 2 (2004-2005), France 3 (2006-2009), France 2 (2013), Gulli (2014-2016) France 2 (de retour en 2025) - Guy Lux, Léon Zitrone, Simone Garnier, Roger Couderc, Claude Savarit, Denise Fabre, Évelyne Leclercq, Patrick Roy, Philippe Risoli, Fabrice, Jean-Pierre Foucault, Olivier Chiabodo, Nathalie Simon, Thierry Roland, Delphine Anaïs, Laurent Mariotte, Julien Courbet, Robert Wurtz, Nagui, Patrice Laffont, Olivier Alleman, Juliette Arnaud, Philippe Corti, Tex, Julien Lepers, Vanessa Dolmen, Alessandro di Sarno, Nelson Monfort, Philippe Candeloro, Olivier Minne.
- Jeux sans frontières - 1965-1968 / 1970-1974 - ORTF 1 puis ORTF 2 - 1975-1982 A2 Guy Lux, Simone Garnier, Claude Savarit et Léon Zitrone - 1988-1992 / 1997-1999 A2 puis France 2 Fabrice, Marie-Ange Nardi, Georges Beller, Daniela Lumbroso, Olivier Minne, Jean Riffel, Christelle Ballestrero, Jean-Luc Reichmann, Nelson Monfort et Fabienne Égal
- La Course autour du monde - 1976-1984
- N'oubliez pas votre brosse à dents - 1994-1996 - France 2 - Nagui - Librement adapté d'un format britannique
- Télé-délires - 1995 - TF1 - Gérald Dahan et Danièle Gilbert
- Le Trophée Campus - 1995 - France 2 - Jean-Luc Reichmann Patrick Montel et Sophie Davant
- Pour la vie - 1995-1997 - TF1 - Fabrice et Valérie Pascale
- Capitale d'un soir - 1997 - TF1 - Philippe Risoli et Nathalie Simon puis Sophie Favier
- Les Forges du désert - 1999 - France 2 - Jean-Luc Reichmann et Karine Lemarchand
- Attention, les enfants regardent - 1999 - TF1 - Stéphane Bouillaud, Laurent Mariotte et Olivier Minne - Adaptation du jeu japonais Happy Family Plan
- 5 millions pour l’an 2000 - 1999 - TF1 - Jean-Pierre Foucault
- A bout de forces - 2003 - M6 - Nathalie Simon
- Qui peut battre... ? - 2008 - TF1 - Denis Brogniart
- Total Wipeout - 2009 - M6 - Wipeout (jeu télévisé) - Stéphane Rotenberg, Alex Goude et Sandrine Corman
- Identity - 2009-2010 - TF1 - Jean-Luc Reichmann - Adaptation d'un jeu américain éponyme
- Pouch' le bouton - 2011 - TF1 - Vincent Lagaf' - Adaptation du jeu britannique Ant & Dec's Push the button
- Arthur et les incollables - 2011 - TF1 - Arthur
- Tout le monde aime la France - 2012 - TF1 - Sandrine Quétier
- 60 secondes chrono - 2012 - M6 - Alex Goude - Adaptation de Minute to win it
- L'Œuf ou la Poule ? - 2014-2017 - C8 - Cyril Hanouna, Camille Combal, Estelle Denis, Sébastien Cauet
- Hold Up - 2016 - C8 - Benjamin Castaldi

## Autres jeux anciennement diffusés

### Années 1950 et 1960
- Télé-Match - 1954 (date de mise à l'antenne) - La une (chaîne d'origine) - Pierre Bellemare (présentateur)
- Gros lot - 1957 - La 1 - Pierre Sabbagh (présentateur)
- Télé-Pok - 1957 - La 1 - Pierre Sabbagh
- La Tête et les Jambes - 1960 - La 1 - Pierre Bellemare
- Encore un carreau de cassé - 1960 - Anne-Marie Peysson et Catherine Langeais - Adaptation du jeu de La bataille navale
- L'Homme du XXe siècle - 1961 - La 1 - Pierre Sabbagh
- La roue tourne - 1960 - La 1 - Guy Lux
- Télé-Trappe - 1964
- Interneige - 1964-1968 - La 1
- Le Mot le plus long - 1965 - La deux - Christine Fabréga
- Pas une seconde à perdre - 1966 - Pierre Bellemare
- Monsieur Cinéma - 1967 - La 2 - Pierre Tchernia et Jacques Rouland
- Le Jeu du bac - 1968 - La 1 - Raymond Marcillac
- Le Francophonissime - 1969 - La 1 - Pierre Tchernia
- Le Schmilblick - 1969 - La 1 - Guy Lux

### Années 1970
- Pourquoi ? - 1970 - Jean Bardin
- L’Avis à deux - 1970 - Guy Lux
- La Preuve par quatre - 1970 - Michel Drucker
- Le Tourniquet - 1971
- Le Dernier des cinq - 1972 - Pierre Tchernia
- La Boîte à malice - 1973 - Georges de Caunes
- Réponse à tout - 1972 - La 1 - Lucien Jeunesse et Annick Beauchamps
- Altitude 1000 - 1975 - FR3 - Robert Lefebvre
- Le Blanc et le Noir - 1975 - TF1 - Pierre Sabbagh
- Les Jeux de 20 heures - 1976 - Jacques Solness, Maurice Favières puis Marc Menant

### Années 1980
- La Chasse aux trésors - 1980 - Antenne 2 - Philippe Gildas, Jean Lanzi, Didier Lecat
- L'Escargot - 1981 - Guy Lux
- L'Académie des neuf - 1982 - Antenne 2 - Jean-Pierre Foucault puis Yves Lecoq
- Super Défi - 1983 - TF1 - Christophe Dechavanne
- L'assassin est dans la ville - 1983 - TF1 - Alexandre Licha
- Anagram - 1984 - TF1 - Michel Constantin, Pit et Rik et Daniel Prévost
- Maxitête - 1984 - Canal+ - Sophie Favier
- Tout s’achète - 1984 - Canal+ - Fabrice
- Les affaires sont les affaires - 1984 - Canal + - Sophie Garel, George Beller et Gérard Hernandez
- Les Énigmes du bout du monde - 1984 - TF1 - Gilles Schneider
- Micro Kid - 1984 - Antenne 2 sur A2 - Mouss
- Microludic - 1984 - TF1 - Jean-Claude Laval
- Plus menteur que moi tu gagnes - 1984 - FR3 - Pierre Sabbagh
- La Trappe - 1985 - Antenne 2 - Jean-Pierre Foucault
- Mégaventure - 1987 - M6 - Philippe Goffin et Florence Arthaud
- Atoukado - 1987 - M6 - Fabrice et Sophie Garel
- Les Mariés de l’A2 - 1987 - Antenne 2 - Patrice Laffont puis Georges Beller - Adaptation du jeu américain The Newlywed Game
- La Porte Magique - 1987 - La Cinq - Michel Robbe
- Ali Baba - 1988 - La Cinq - Michel Robbe
- L'Arche d'or - 1988 - Antenne 2 - Georges Beller
- Ordinacoeur - 1988 - TF1 - Bernard Montiel et Nathalie Galand.
- La Spirale fantastique - 1988 - Antenne 2 - Alain Lagarrigue
- En route pour l’aventure - 1988 - La Cinq - Michel Robbe
- Zygomusic - 1988 - M6 - Laurent Petitguillaume
- Les Grandes Oreilles - 1988 - TF1 - Eric Galliano puis Patrick Roy
- Astromatch - 1988 - FR3 - Fabrice puis Pierre Douglas
- Dessinez, c'est gagné ! - 1989 - A2 - Patrice Laffont
- Jeopardy! - 1989 - TF1 - Philippe Risoli - Adaptation du jeu américain éponyme

### 1990-1995
- Je compte sur toi - 1990 - La 5 - Olivier Lejeune
- Pour le meilleur et pour le pire - 1990 - FR3 - Olivier Lejeune
- Bonne question, merci de l’avoir posée ! - 1990 - Antenne 2 - Lionel Cassan
- Au pied du mur ! - 1992 - FR3 - Julien Lepers
- Joyeuses Plaques - 1990 - TF1 - Olivier Lejeune
- Le Chevalier du labyrinthe - 1990 - Antenne 2 - Georges Beller
- Superchamps - 1991 - La Cinq - Eric Bacos et Jacques Perrotte
- Que le meilleur gagne - 1991 - La Cinq - Nagui - Adaptation du jeu britannique Everybody's Equal
- La Ligne de chance - La Cinq - Amanda Mc Lane et Patrick Simpson Jones puis Jacques Perrotte
- Question de charme - 1992 - Antenne 2 - Georges Beller et Daniela Lumbroso
- Nouvelle lune de miel - 1992 - France 2 - Georges Beller
- La Piste de Xapatan - 1992 - Antenne 2 - Sophie Davant et Gregory Franck
- Dingbats - 1992 - France 2 - Thierry Beccaro puis Laurent Petitguillaume
- Que le meilleur gagne Plus - 1992 - France 2 - Nagui
- Le Trésor de Pago Pago - 1993 - TF1 - Olivier Chiabodo et Sophie Lafortune
- Hugo Délire - 1993 - France 3 - Karen Cheryl
- Un pour tous - 1993 - France 2 - Christian Morin et Cendrine Dominguez - Adaptation de La tête et les jambes
- Trésors du monde - 1994 - France 2 - Patrick Chêne et Nathalie Simon
- Ça déméninge - 1994 - La Cinquième - Philippe Alfonsi
- Cluedo - 1994 - France 3 - Christian Morin puis Marie-Ange Nardi - Adaptation du jeu Cluedo
- Ces années-là - 1994- France 2- Laurent Petitguillaume puis Georges Beller avec Lise Van Bussel
- Doublé gagnant - 1997 - RTL9 - Fabienne Égal et Thierry Guilhaume